# Kevin Trapp
Kevin Trapp (Merzig, 8 de julio de 1990) es un futbolista alemán que juega en la posición de portero en el Paris F. C. de la Ligue 1.

## Trayectoria

### Clubes
Comenzó su carrera en las divisiones juveniles del F. C. Brotdorf, el S. S. V. Bachem y el S. V. Mettlach. En 2005 se unió al F. C. Kaiserslautern, con el que realizó su debut profesional el 9 de agosto de 2008 en una derrota ante el F. C. Carl Zeiss Jena por copa nacional. En 2012 se unió al Eintracht Fráncfort, con el que jugó ochenta y dos partidos en la liga y disputó en la temporada 2013-14 la Liga Europa de la UEFA, en la que su equipo llegó hasta los dieciseisavos de final. En 2015 fue transferido al París Saint-Germain, con el que disputó la Liga de Campeones de la UEFA. El 31 de agosto de 2018, fue cedido al Eintracht Fráncfort y le fue asignado el dorsal número 31. Esa temporada integró el «Equipo ideal» en la Bundesliga y la Liga Europa. En agosto de 2019 se hizo oficial el traspaso definitivo y firmó hasta 2024. Continuó hasta 2025, momento en el que puso fin a su segunda etapa en el club para regresar a Francia y jugar en el Paris F. C.

## Selección nacional
En 2007 disputó la Copa Mundial de Fútbol Sub-17 en Corea del Sur. En mayo de 2017, Joachim Löw lo seleccionó entre los futbolistas que jugarían la Copa Confederaciones. El 6 de junio, jugó un partido amistoso contra Dinamarca que acabó empatado 1-1. El 2 de julio, los alemanes se coronaron campeones de la Copa Confederaciones tras derrotar a Chile en la final por 1-0. El 4 de junio de 2018, Trapp fue incluido en la lista de veintitrés futbolistas que viajarían a Rusia a disputar la Copa del Mundo. Alemania quedó eliminada en fase de grupos por primera vez en su historia y Trapp no jugó ni un minuto en la competición.

#### Participaciones en Copas del Mundo
| Mundial                        | Sede          | Resultado      |
| ------------------------------ | ------------- | -------------- |
| Copa Mundial Sub-17 de 2007    | Corea del Sur | Tercer puesto  |
| Copa Mundial de Fútbol de 2018 | Rusia         | Fase de grupos |
| Copa Mundial de Fútbol de 2022 | Catar         | Fase de grupos |

#### Participaciones en Copa Confederaciones
| Torneo                    | Sede  | Resultado |
| ------------------------- | ----- | --------- |
| Copa Confederaciones 2017 | Rusia | Campeón   |

## Estadísticas

### Clubes
Actualizado al último partido disputado el 7 de noviembre de 2024.
| 1. F. C. Kaiserslautern II · Alemania | 5.ª           | 2007-08       | 12  | 6   | ―  | ―  | ―  | ―  | 12  | 6   |
| 1. F. C. Kaiserslautern II · Alemania | 4.ª           | 2008-09       | 19  | 22  | ―  | ―  | ―  | ―  | 19  | 22  |
| 1. F. C. Kaiserslautern II · Alemania | 4.ª           | 2009-10       | 15  | 20  | ―  | ―  | ―  | ―  | 15  | 20  |
| 1. F. C. Kaiserslautern II · Alemania | 4.ª           | 2010-11       | 4   | 2   | ―  | ―  | ―  | ―  | 4   | 2   |
| 1. F. C. Kaiserslautern II · Alemania | 4.ª           | 2011-12       | 1   | 0   | ―  | ―  | ―  | ―  | 1   | 0   |
| 1. F. C. Kaiserslautern II · Alemania | Total club    | Total club    | 51  | 50  | 0  | 0  | 0  | 0  | 51  | 50  |
| 1. F. C. Kaiserslautern · Alemania    | 2.ª           | 2008-09       | 0   | 0   | 1  | 2  | ―  | ―  | 1   | 2   |
| 1. F. C. Kaiserslautern · Alemania    | 2.ª           | 2009-10       | 0   | 0   | 1  | 0  | ―  | ―  | 1   | 0   |
| 1. F. C. Kaiserslautern · Alemania    | 1.ª           | 2010-11       | 9   | 9   | 0  | 0  | ―  | ―  | 9   | 9   |
| 1. F. C. Kaiserslautern · Alemania    | 1.ª           | 2011-12       | 23  | 32  | 3  | 3  | ―  | ―  | 26  | 35  |
| 1. F. C. Kaiserslautern · Alemania    | Total club    | Total club    | 32  | 41  | 5  | 5  | 0  | 0  | 37  | 46  |
| Eintracht Fráncfort · Alemania        | 1.ª           | 2012-13       | 26  | 37  | 1  | 0  | ―  | ―  | 27  | 37  |
| Eintracht Fráncfort · Alemania        | 1.ª           | 2013-14       | 34  | 56  | 3  | 3  | 9  | 10 | 46  | 69  |
| Eintracht Fráncfort · Alemania        | 1.ª           | 2014-15       | 22  | 35  | 1  | 0  | ―  | ―  | 23  | 35  |
| París Saint-Germain Francia           | 1.ª           | 2015-16       | 35  | 19  | 1  | 0  | 10 | 6  | 46  | 25  |
| París Saint-Germain Francia           | 1.ª           | 2016-17       | 24  | 13  | 5  | 4  | 2  | 6  | 31  | 23  |
| París Saint-Germain Francia           | 1.ª           | 2017-18       | 4   | 4   | 10 | 9  | 0  | 0  | 14  | 13  |
| París Saint-Germain Francia           | Total club    | Total club    | 63  | 36  | 16 | 13 | 12 | 12 | 91  | 61  |
| Eintracht Fráncfort · Alemania        | 1.ª           | 2018-19       | 33  | 48  | 0  | 0  | 12 | 13 | 45  | 61  |
| Eintracht Fráncfort · Alemania        | 1.ª           | 2019-20       | 22  | 38  | 4  | 6  | 8  | 11 | 34  | 55  |
| Eintracht Fráncfort · Alemania        | 1.ª           | 2020-21       | 33  | 52  | 2  | 5  | ―  | ―  | 35  | 57  |
| Eintracht Fráncfort · Alemania        | 1.ª           | 2021-22       | 32  | 46  | 1  | 2  | 13 | 13 | 46  | 61  |
| Eintracht Fráncfort · Alemania        | 1.ª           | 2022-23       | 33  | 51  | 6  | 6  | 9  | 15 | 48  | 72  |
| Eintracht Fráncfort · Alemania        | 1.ª           | 2023-24       | 32  | 48  | 2  | 2  | 9  | 11 | 43  | 61  |
| Eintracht Fráncfort · Alemania        | 1.ª           | 2024-25       | 6   | 8   | 2  | 2  | 2  | 0  | 10  | 10  |
| Eintracht Fráncfort · Alemania        | Total club    | Total club    | 273 | 419 | 22 | 26 | 62 | 73 | 357 | 517 |
| Total carrera                         | Total carrera | Total carrera | 419 | 546 | 43 | 44 | 74 | 85 | 536 | 688 |
| (1) Hace referencia a goles encajados |               |               |     |     |    |    |    |    |     |     |

## Palmarés

### Títulos nacionales
| Título               | Club                      | País    | Año     |
| -------------------- | ------------------------- | ------- | ------- |
| Copa de la Liga      | Paris Saint-Germain F. C. | Francia | 2014-15 |
| Ligue 1              | Paris Saint-Germain F. C. | Francia | 2014-15 |
| Copa de Francia      | Paris Saint-Germain F. C. | Francia | 2014-15 |
| Supercopa de Francia | Paris Saint-Germain F. C. | Francia | 2015    |
| Ligue 1              | Paris Saint-Germain F. C. | Francia | 2015-16 |
| Copa de la Liga      | Paris Saint-Germain F. C. | Francia | 2015-16 |
| Copa de Francia      | Paris Saint-Germain F. C. | Francia | 2015-16 |
| Supercopa de Francia | Paris Saint-Germain F. C. | Francia | 2016    |
| Copa de la Liga      | Paris Saint-Germain F. C. | Francia | 2016-17 |
| Copa de Francia      | Paris Saint-Germain F. C. | Francia | 2016-17 |
| Supercopa de Francia | Paris Saint-Germain F. C. | Francia | 2017    |
| Copa de la Liga      | Paris Saint-Germain F. C. | Francia | 2017-18 |
| Ligue 1              | Paris Saint-Germain F. C. | Francia | 2017-18 |
| Copa de Francia      | Paris Saint-Germain F. C. | Francia | 2017-18 |
| Supercopa de Francia | Paris Saint-Germain F. C. | Francia | 2018    |
| Supercopa de Francia | Paris Saint-Germain F. C. | Francia | 2019    |

### Títulos internacionales
| Título                 | Club (*)              | Sede    | Año     |
| ---------------------- | --------------------- | ------- | ------- |
| Copa Confederaciones   | Selección de Alemania | Rusia   | 2017    |
| Liga Europa de la UEFA | Eintracht Fráncfort   | Sevilla | 2021-22 |

(*) Incluyendo la selección.

### Distinciones individuales
| Distinción                                                                       | Año     |
| -------------------------------------------------------------------------------- | ------- |
| Parte del equipo estelar de la fase de grupos de la Liga de Campeones de la UEFA | 2015-16 |
| Parte del Equipo de la Temporada de la Liga Europa de la UEFA                    | 2018-19 |
| Parte del equipo estelar de la Bundesliga                                        | 2018-19 |
| Parte del Equipo de la Temporada de la Liga Europa de la UEFA                    | 2021-22 |

## Vida privada
En julio de 2018 se comprometió con la modelo brasileña Izabel Goulart.